# Neidermayer’s Mind
Neidermayer's Mind (pol. Umysł Neidermayera) – album demo amerykańskiej grupy nu-metalowej Korn, wydany 17 października 1993 roku. Wszystkie utwory na albumie zostały później w jakimś stopniu zmienione i dopracowane i później pokazały się w innych albumach Korn'a, 3 z nich w KoЯn

## Lista utworów
1. „Predictable” – 4:27
2. „Blind” – 4:52
3. „Daddy” – 4:29
4. „Alive” – 4:07